# Dr Manhattan
Cet article concerne le personnage. Pour la série de comic book dont il est issu et dont le deuxième recueil en France est titré tel quel, voir Watchmen.
Le Dr Manhattan est un des personnages du comic Watchmen d'Alan Moore.

## Histoire
Jonathan (dit Jon) Osterman n'a pas choisi sa vie. Tout jeune, rêvant d'être horloger comme son père, il renonça à son rêve à cause du choix de ce dernier, qui après le bombardement d'Hiroshima le 6 août 1945, déclare : « Le professeur Einstein dit que le temps varie d'un endroit à l'autre. Si le temps est faux, à quoi bon les horlogers ? (…) Ma profession appartient au passé. Je veux un avenir pour mon fils. »
Jonathan dut donc se plier aux ordres de son père. Il étudia à Princeton et en 1958 fut diplômé en physique nucléaire.
Par accident, il est désintégré en août 1959. Durant les mois de sa disparition, des scientifiques du centre de recherche où il travaillait voient un squelette traverser une pièce, ou une autre fois un système circulatoire. À ces moments-là, Jon se « réglait » pour avoir l'apparence qu'il eut lors de son retour : « Vraiment, il ne s'agit que de réajuster dans le bon ordre les différents éléments. »
Tout comme une horloge, Osterman met des mois à « restructurer son champ intrinsèque » avant de devenir un être presque omniscient et omnipotent : Jon revient en novembre 1959, transformé, son corps devenu bleu, mais il peut en fait donner à celui-ci n'importe quelle forme qui lui viendrait à l'esprit.
Devenu l'arme suprême des États-Unis, il se voit enjoint de prendre l'identité du Docteur Manhattan, en référence au Projet Manhattan. Il choisit comme symbole un atome d'hydrogène, symbole qu'il se grave sur le front. Son existence est rendue publique en mars 1960. Son père, qui meurt en 1969, n'a jamais su que son fils était « revenu » après sa désintégration.
Il reste 11 ans avec sa compagne d'avant la désintégration, Janey Slater, qui finit par le quitter quand il commence à fréquenter Laurie Jupiter. Cette relation dure 19 ans et se termine peu après la mort du Comédien.
Il va brièvement avoir une activité de justicier, sans trop en comprendre la valeur morale (la violence, même face à des tueurs, est absurde pour lui). Lorsqu'il rencontre les autres justiciers masqués, il les considère comme « des quadragénaires amicaux qui aiment se déguiser », mais avec lesquels il n'a rien en commun. Pour lui, seul le plus jeune, Ozymandias, semble intéressant, surtout de par son intelligence.

## Pouvoirs
Omnipotence : à la suite d'un accident en laboratoire, le corps de Jon a été désintégré à un niveau subatomique. Au fil du temps, il a appris à réorganiser les particules élémentaires afin de retrouver une forme humaine, plus commode pour interagir avec cette espèce. On peut supposer que l'événement a dilué sa conscience dans la matière fondamentale elle-même, le rendant virtuellement omnipotent tant que l'Univers existe, ou encore que son identité s'est affranchie du concept même d'espace pour s'inscrire intégralement dans celui du temps.
Immortalité : la vieillesse est un processus organique associé à des agencements limités de molécules, et qui n'a par conséquent pas de sens du point de vue de Jon.
Bio-fission : Jon peut créer des « clones » de lui-même ayant les mêmes caractéristiques que lui. Ces copies n'ont logiquement pas un statut ontologique différent, la conscience de Jon n'étant pas localisée.
Bio-fusion : de même, il peut ramener ces copies sensibles dans « son » corps ; ici encore, on peut supposer que ce processus est artificiel puisque Jon existe à un niveau élémentaire.
Chronokinésie : limitée uniquement à sa perception du temps, Jon peut clairement voir son avenir et son passé dans une forme de perception qui nous échappe par nature. Il peut également accorder à d'autres êtres vivants cette « vision temporelle ». 
Précognition : comme effet de sa Chronokinésie, Jon peut voir son propre avenir. Ce pouvoir a été bloqué par des particules théoriques appelées tachyons.
Conversion de matière : Jon est capable, selon la célèbre équation E=mc², de convertir la matière en énergie pure, ou l'énergie en matière. Il peut donc exploiter par sa simple volonté les quantités astronomiques de l'énergie de masse. 
Projection d'énergie ou de champs : il n'a pas besoin de toucher ou de conserver les choses afin de changer leur structure élémentaire. On peut faire l'hypothèse qu'il suffit à Jon de décider de fusionner ou de fissionner les particules ambiantes pour générer des quantités d'énergie colossales, ou encore de téléporter suffisamment de matière en un point pour perturber localement la courbe de l'espace-temps.
Vol : de même que son apparence humaine est un vestige de son ancienne identité, le fait de voler représente probablement une façon compréhensible d'exprimer sa localisation apparente aux humains. Mais le concept de vol n'a que peu de sens du point de vue de Jon.
Intangibilité : les balles et les coups peuvent traverser Jon s'il le veut. Il peut décider que tout corps, particule ou champ passe à travers ce qu'il identifie artificiellement comme à son enveloppe corporelle. 
Mise en phase : Jon est capable de traverser des objets.
Invulnérabilité : Jon est "invulnérable" à tout dommage physique ; on peut également dire que l'idée d'invulnérabilité n'est pas pertinente, car quand bien même son apparence serait altérée par quelque action que ce soit, cela n'aurait aucune incidence car son essence n'étant pas localisée. Une hypothèse vraisemblable est que tant que l'énergie existe, Jon existe.
Reconstruction moléculaire : capable de se restructurer après la suppression de son champ intrinsèque, Jon ne se limite pas à utiliser ce pouvoir de reconstruction uniquement sur lui-même. Il a enlevé la plupart des objets inanimés et même démonté les êtres humains ainsi que la reconstruction du sable martien dans de grandes structures en verre. 
Désintégration : Jon est capable d'utiliser son pouvoir pour désintégrer complètement les êtres humains. 
Régénération : Jon peut régénérer tout son corps de la désintégration totale (jusqu'au niveau sous-atomique), sans fin, tant que sa conscience survit.
Production de rayonnement : le corps de Jon émet un certain niveau de rayonnement qui peut être vu par un œil humain comme semblable au spectre de l'ultraviolet. En réalité, il s'agit ici encore d'un choix d'interaction avec l'espèce humaine, car on peut supposer que l'enveloppe de Jon pourrait également se comporter comme un corps noir s'il le désirait.
Thermokinésie : lorsque Jon restructure son corps, il semble produire une grande quantité de chaleur du rayonnement ultraviolet de son corps.
Modification de la réalité [dans la série et non dans le roman graphique originel] : après les événements du Flashpoint, lorsque Barry Allen a tenté de ramener New Earth son univers à la normale, Jon a interféré avec ce processus en effaçant dix ans de cet univers potentiel et renversé, créant le Prime Earth comme un effet secondaire.
Modification de la taille : capable de croître ou de diminuer incroyablement rapidement sans limite apparente. Il affiche de grandes capacités et se concentre à cette taille sans perte de contrôle de quelque manière que ce soit.
Force surhumaine : sous une taille microscopique, sur des hauteurs surhumaines ou sous une forme apparemment normale, il a montré une grande force physique, comme le lancer des citernes, la levée des structures planétaires et l'équipement technologique délicat. On peut supposer que le contrôle total qu'il exerce sur les particules élémentaires lui permette de commander aux gravitons, et ainsi de déplacer des objets de masse virtuellement illimitée (planètes, étoiles, galaxies, etc.).
Télékinésie : télékinétique dans sa fabrication d'objets de levage, il se concentre sur son esprit, Jon est limité ou se limite à n'utiliser ses capacités mentales que pour effectuer des tâches multiples car il se déshabille ou rassemble des objets vivants et non-vivants. Il pourrait aussi faire exploser la tête d'une personne.
Téléportation : Jon est capable d'enlever et de rassembler les particules et les molécules d'un objet d'un endroit à l'autre avec une seule pensée. Jon a téléporté des objets énormes et petits, des personnes et des animaux.
Modification de la matière : Jon est capable de changer la composition des atomes pour créer ou changer la matière.

## Commentaires
S'il se détache de plus en plus des humains et préfère contempler les merveilles de l'univers - il emmène ainsi sa compagne admirer le Mont Olympe sur Mars -, le Dr Manhattan est cependant encore accessible aux sentiments, et il sera ainsi manipulé, en 1985, pour permettre au complot qui se trame de réussir.
Il quitte notre Voie lactée à la fin de l'histoire et envisage d'aller créer une nouvelle forme de vie ailleurs à l'aide de ses pouvoirs illimités.
Le docteur Manhattan est le seul des héros de Watchmen à posséder des super-pouvoirs. Son irruption en 1959, point de divergence avec notre histoire, bouleverse la géopolitique et donne naissance à l'uchronie présentée dans la série : grâce au lithium qu'il produit en masse, la motorisation électrique rend caducs les moteurs à combustion interne au début des années 1960, induisant une révolution des transports ; et surtout, les États-Unis gagnent la guerre du Viêt Nam en 1971, source de changements ultérieurs comme le maintien au pouvoir de Richard Nixon, le scandale du Watergate ayant été étouffé. À plusieurs reprises dans l'intrigue, on constate qu'il connaît le futur, du moins le sien propre. Mais il n'empêche pas l'assassinat de Kennedy, même s'il l'avait vu : « Je ne puis empêcher l'avenir. Pour moi il se produit déjà », essaie-t-il d'expliquer à sa femme.
Le personnage est partiellement inspiré de Robert Oppenheimer, lui aussi diplômé de l'Université de Princeton (entre autres), et directeur scientifique du Projet Manhattan. Il est celui qui a apporté aux États-Unis la maîtrise de l'énergie nucléaire.

## Adaptations
Le Dr Manhattan est interprété par Billy Crudup dans le film Watchmen : Les Gardiens réalisé par Zack Snyder et sorti en 2009.
C'est Yahya Abdul-Mateen II qui l'incarne dans la série télévisée Watchmen sortie en 2019. Dans cette interprétation, son nom civil est Calvin « Cal » Abar et non Jonathan Osterman.

## Before Watchmen
Ses origines et diverses uchronies sont expliquées dans le recueil qui lui est consacré.